# Dicranella denticulata
Dicranella denticulata là một loài rêu trong họ Dicranaceae. Loài này được Cardot & P. de la Varde mô tả khoa học đầu tiên năm 1922.